# یون جائه-یونگ
یون جائه-یونگ (انگلیسی: Yoon Jae-young؛ زادهٔ ۵ فوریهٔ ۱۹۸۳) بازیکن تنیس روی میز اهل کره جنوبی است.